# Morinaceae
Classification APG II (2003)
Famille
Classification APG III (2009)
La famille des Morinacées est une famille de plantes dicotylédones.
Ce sont des plantes herbacées, pérennes, à feuilles opposées, des régions tempérées, originaires du sud est de l'Europe à la Chine.

## Étymologie
Le nom vient du genre Morina donné en l'honneur du botaniste français Louis Morin.

## Classification
Dans la classification classique de Cronquist (1981) cette famille n'existait pas et ses genres étaient inclus dans la famille des Dipsacacées.
En classification phylogénétique APG II (2003) la famille est optionnelle, et ces plantes peuvent aussi être incluses dans les Caprifoliacées. La famille comprend 13 à 17 espèces réparties en 1-3 genres.
En classification phylogénétique APG III (2009) cette famille est invalide et ses genres sont incorporés dans la famille Caprifoliaceae.

## Liste des genres
Selon Angiosperm Phylogeny Website (19 mai 2010) :
- Morina (en) L.

Selon DELTA Angio (19 mai 2010) :
- Acanthocalyx (incluse dans Morina par Angiosperm Phylogeny Website)
- Cryptothladia (es) (incluse dans Morina par Angiosperm Phylogeny Website)
- Morina (en)